# Bellevalia romana
Bellevalia romana là một loài thực vật có hoa trong họ Măng tây. Loài này được (L.) Sweet mô tả khoa học đầu tiên năm 1826.

## Hình ảnh

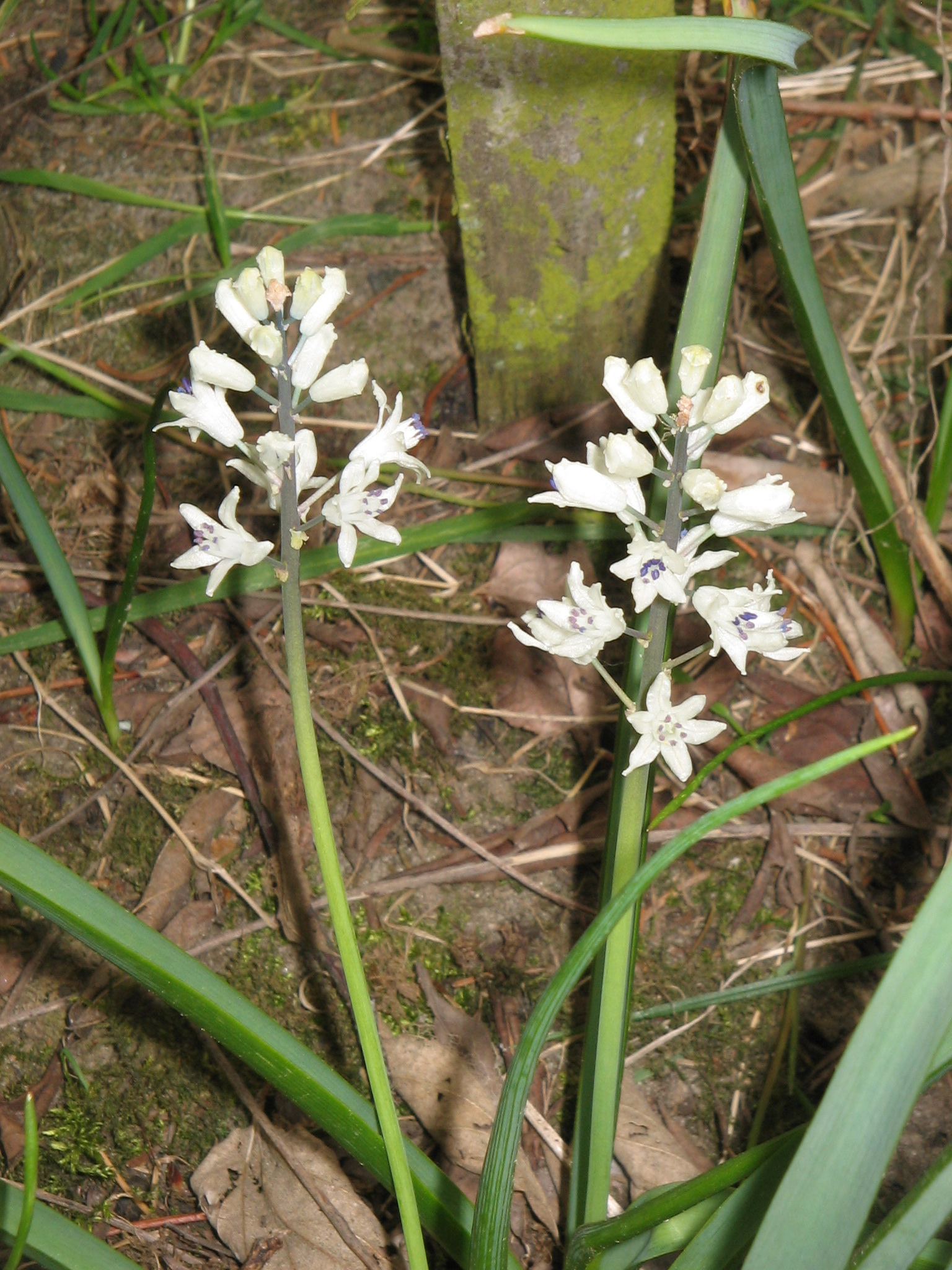
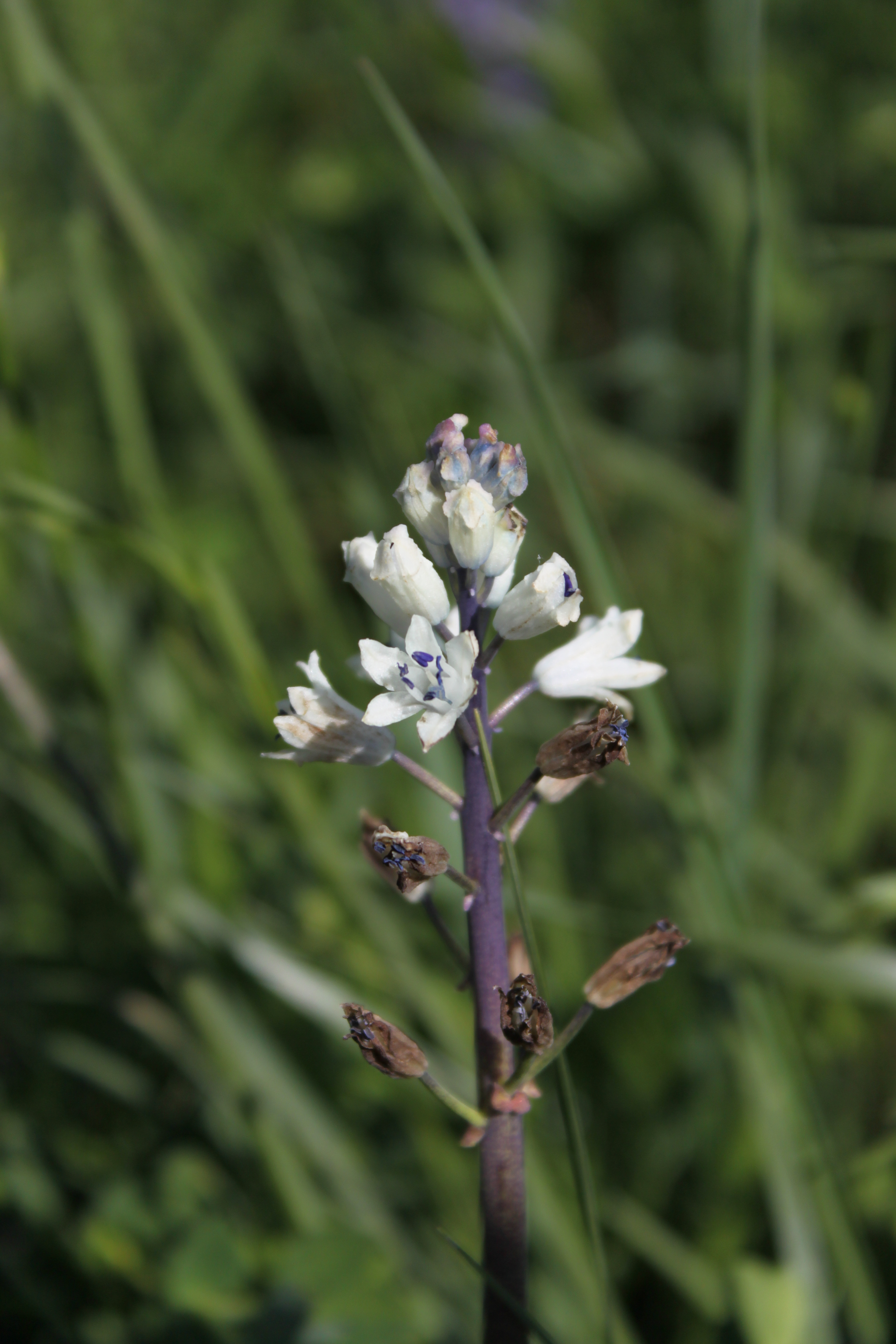
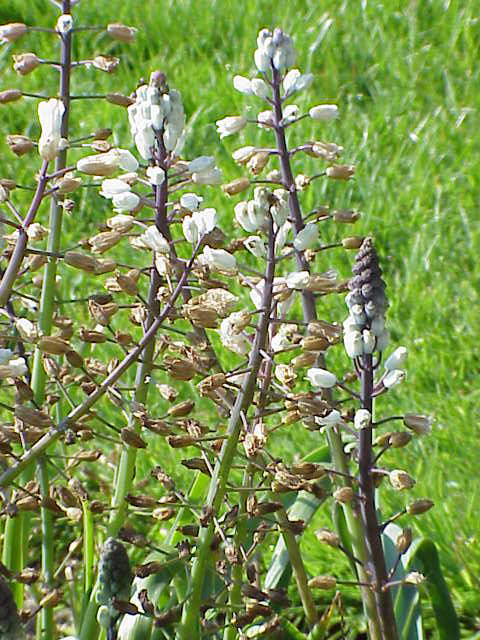
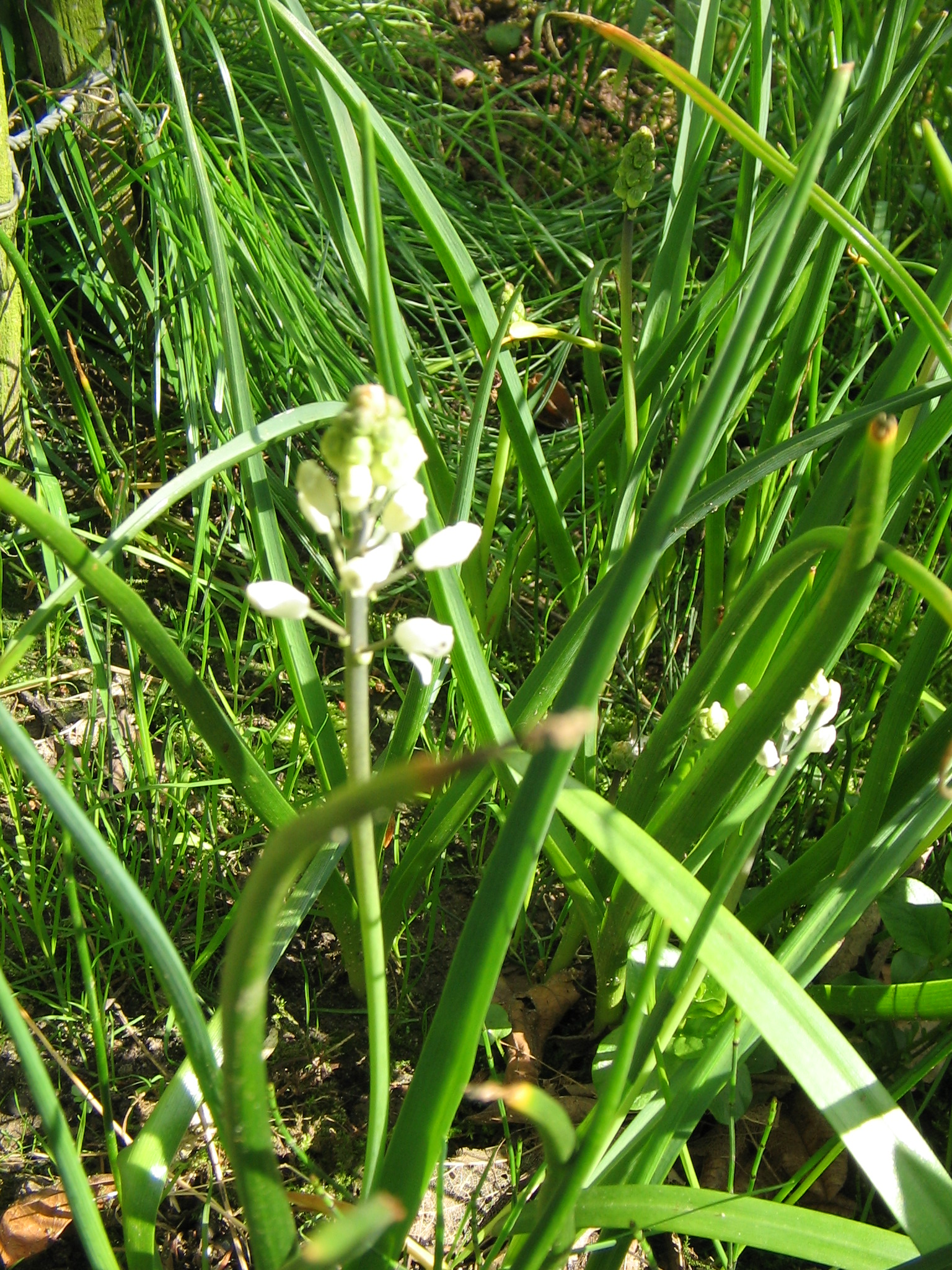
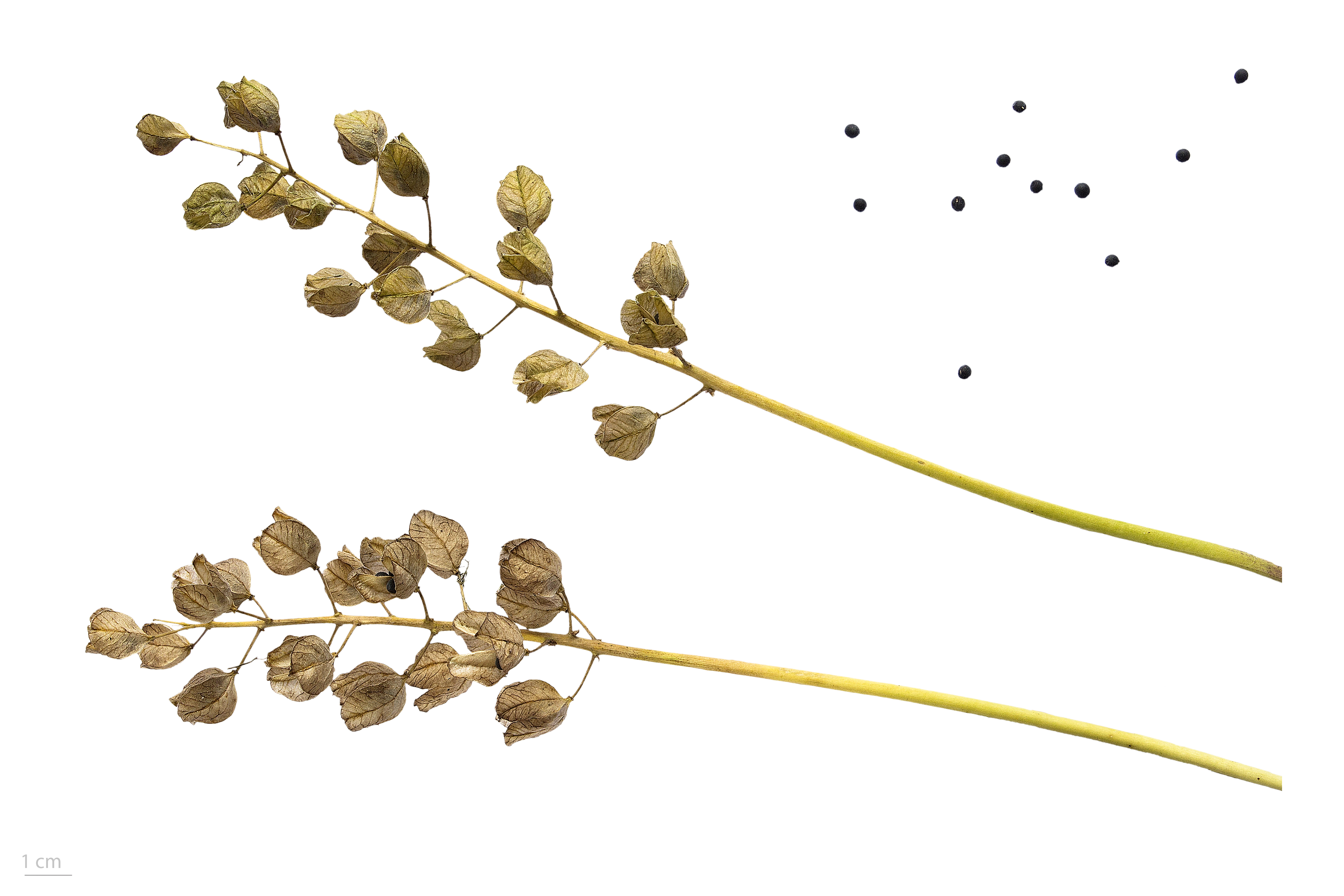